# Parelhas (kommun)
Parelhas är en kommun i Brasilien.   Den ligger i delstaten Rio Grande do Norte, i den östra delen av landet, 1 600 km nordost om huvudstaden Brasília. Antalet invånare är 20 347.
Följande samhällen finns i Parelhas:
- Parelhas

Omgivningarna runt Parelhas är huvudsakligen savann. Runt Parelhas är det ganska glesbefolkat, med 38 invånare per kvadratkilometer.